# خطأ العزو النهائي
خطأ العزو النهائي أو خطأ الإنساب النهائي (بالإنجليزية: Ultimate attribution error)‏  هو خطأ في الإنساب على مستوى الجماعات، يٌقدم تفسيرا عن اختلاف رؤية وتفسير الشخص للأسباب المختلفة الكامنة وراء السلوكيات السلبية والإيجابية، أثناء وقوعها من أفرد ينتمون لجماعته ووقوعها من أفراد خارج جماعته.